# Escuela Imperial de Jurisprudencia

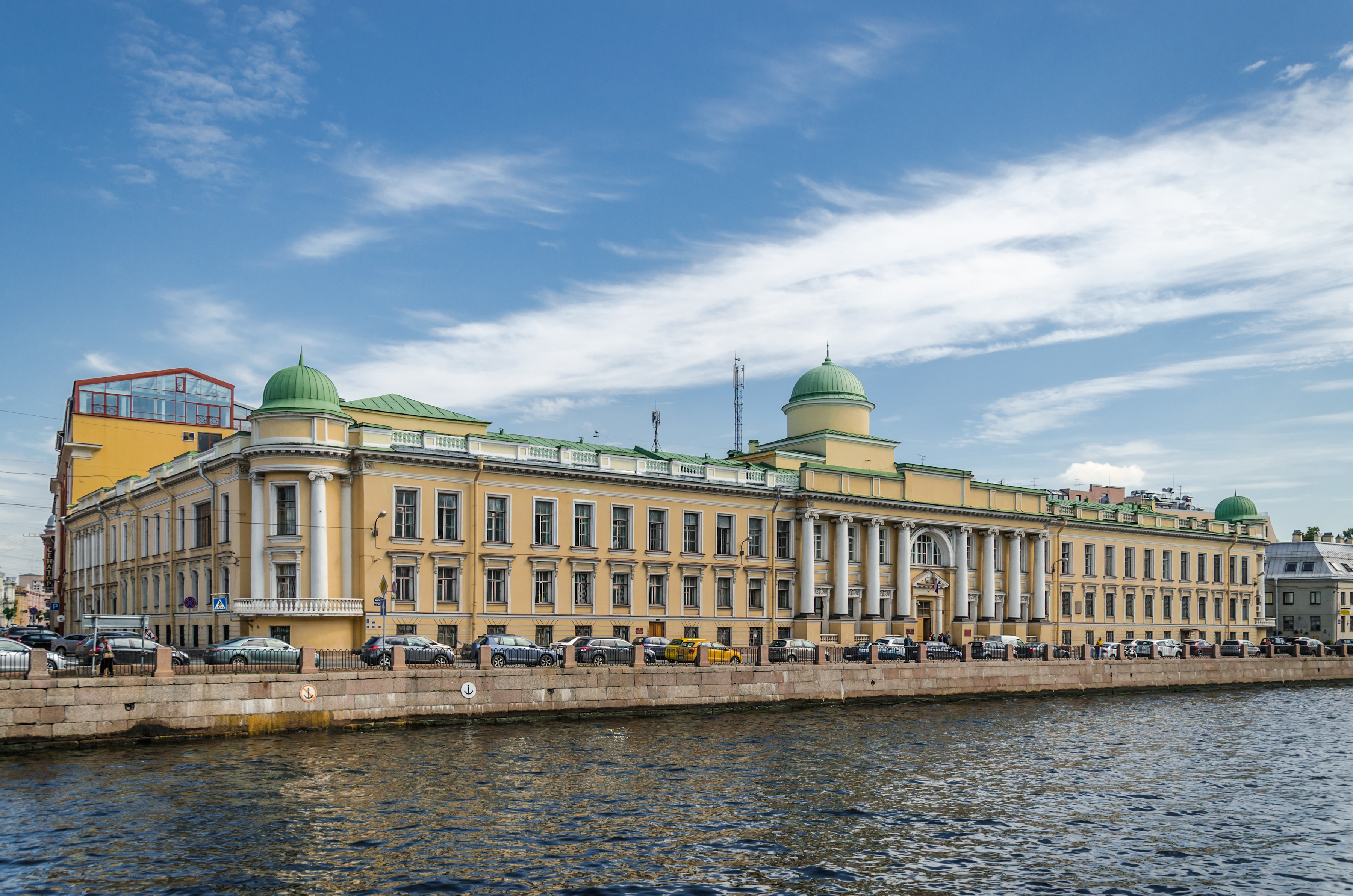
Vista moderna de la escuela.

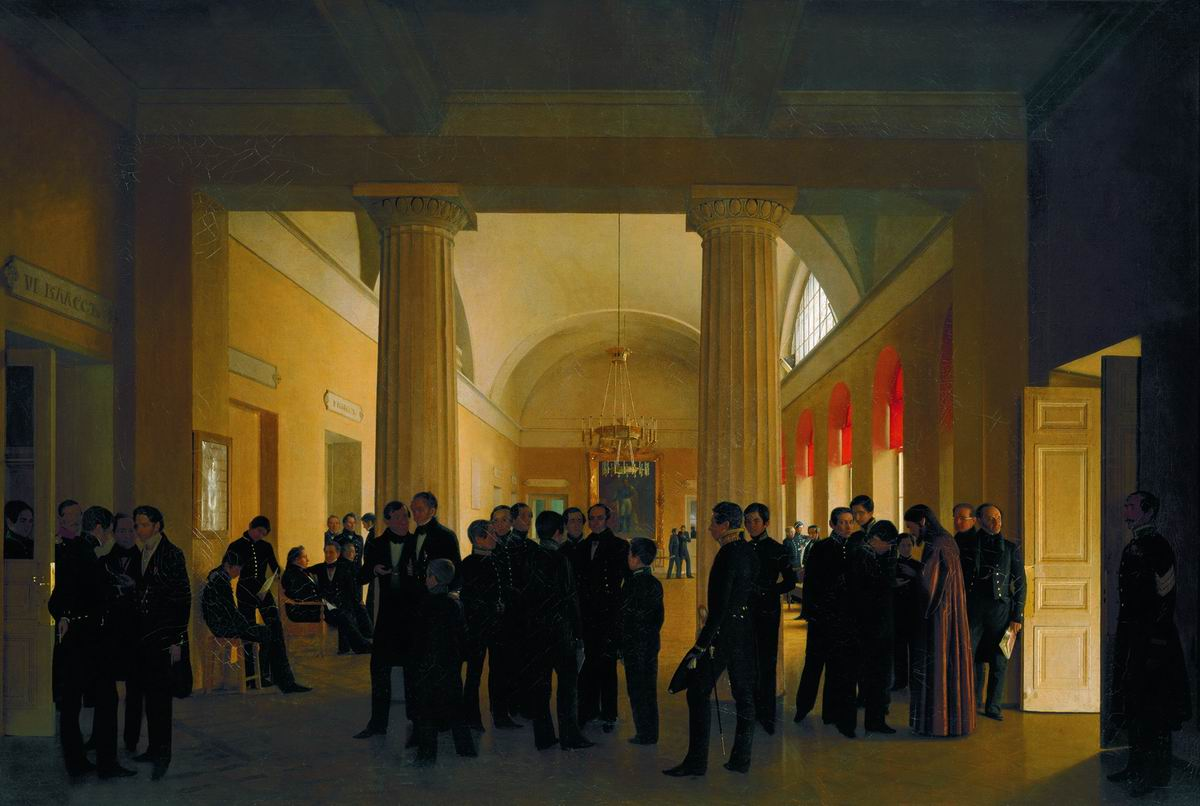
Hall de la Escuela de Jusriprudencia, una pintura de 1840 de Serguéi Zaryanko.

La Escuela Imperial de Jurisprudencia (en ruso: Императорское училище правоведения) era, junto con el Cuerpo de Pajes (Pázheski Korpus), la escuela más prestigiosa para jóvenes nobles en San Petersburgo, la capital del Imperio ruso. 
La escuela para futuros funcionarios imperiales fue fundada por el duque Pedro de Oldenburgo en 1835. Las clases tenían lugar en seis edificios a lo largo del Muelle Fontanka. Las premisas fueran renovadas extensivamente en 1893-95 y 1909-10, cuando el edificio principal adquirió su cúpula distintiva. Tras la Revolución de octubre de 1917, la escuela fue abandonada, pero su memoria pervive en la canción infantil sobre Chízhik-Pýzhik. 
Entre los instructores se contaba con los principales juristas de la Rusia Imperial, tales como Anatoli Koni y Włodzimierz Spasowicz. Los chicos estudiaban en la escuela durante seis o siete años. Como el Cuerpo de Pages, la institución era criticada por fomentar la homosexualidad entre sus estudiantes.
Entre los graduados de la Escuela de Jurisprudencia se incluyen Iván Aksákov, Alekséi Apujtin, Konstantín Pobedonóstsev, Vladímir Stásov, Aleksandr Serov, Dmitri Nabókov (abuelo de Vladímir Nabókov), Konstantín Pahlen, Piotr Ilich Chaikovski y sus hermanos menores Modest y Anatoli, Alexander Alekhine, Iván Goremykin.